# Menemerus dimidius
Menemerus dimidius là một loài nhện trong họ Salticidae.
Loài này thuộc chi Menemerus. Menemerus dimidius được Joachim Schmidt miêu tả năm 1976.